# José Luis Manzano (actor)
José Luis Manzano Agudo (Madrid, 20 de diciembre de 1962-ibídem, 20 de febrero de 1992) fue un actor español de los años 1980, conocido por ser uno de los máximos exponentes del cine quinqui.

## Biografía
Nacido en Madrid, el 20 de diciembre de 1962, José Manzano pasó su niñez entre una parcela en Virgen de la Torre  y la Unidad Vecinal de Absorción (UVA) de Vallecas. No recibió educación primaria. A los doce años, comenzó a trabajar en unas bodegas en Puente de Vallecas como mozo. Antes de cumplir los catorce, sufrió un accidente doméstico y se lesionó la columna vertebral por lo que se le operó y debió permanecer postrado durante nueve meses en una cama en el Hospital de San Rafael (Madrid). Aquel accidente le provocará secuelas físicas de por vida y detuvo su desarrollo físico.
Sin trabajo ni estudios, se dedicó a buscarse la vida, como tantos otros chavales de barrio en una España azotada por el paro juvenil y la pandemia de la heroína. En 1978 fue descubierto por el director de cine Eloy de la Iglesia. 
En 1979, De la Iglesia ultimaba los preparativos de una película sobre la delincuencia juvenil en España con una visión sociológica marxista. La vida de José Joaquín Sánchez Frutos, conocido como "El Jaro", le impactó tanto a De la Iglesia como para utilizarla en su guion, escrito en colaboración con Gonzalo Goicoechea. De la Iglesia, que buscaba actores no profesionales, eligió a Manzano para protagonizarla, y este aceptó. De unas pruebas multitudinarias saldrían otros chicos particularmente José Luis Fernández Eguia "El Pirri". José Luis Manzano solo dobló la voz de su personaje en dos secuencias de la película, labor que completó el actor Ángel Pardo. En futuras películas se escuchará ya la voz de Manzano (concretamente, en Colegas y El pico) en la totalidad del filme.
La película fue un gran éxito de taquilla y José Luis Manzano recibió elogios por su trabajo en la prensa y en la profesión. Muchos directores expresaron su deseo de trabajar con él a partir de ese momento, algo que no se repitió después de la experiencia de la película Barcelona Sur, salvo un papel secundario que Manzano encarnó en la serie Los pazos de Ulloa de Televisión Española.
En 1982 protagonizó Colegas, una película hecha entre amigos. De la Iglesia escogió, además de a Manzano y a Pirri, a Antonio y Rosario Flores, Enrique San Francisco y Pedro Nieva Parola.
En 1983, De la Iglesia regresó al País Vasco para rodar El pico, un melodrama sobre las adicciones y no sólo a la heroína. Este filme resultó ser una oportunidad para Manzano, pues tuvo que crear un personaje con unas circunstancias muy diferentes a la suyas pero que él era capaz de entender. El pico fue uno de los mayores éxitos comerciales en la carrera de Eloy de la Iglesia y el título líder de recaudación de cine español en las temporadas 1983-1984. 
Al poco tiempo, De la Iglesia y Manzano volvieron a colaborar en El pico 2, que ya recibió todas las subvenciones que contempla la nueva Ley de Cine, de diciembre de 1983.
Manzano estuvo casado por un corto espacio de tiempo, en 1987, pero nunca dejó de convivir con Eloy de la Iglesia. El matrimonio fue muy infeliz. 
Después de La estanquera de Vallecas (1987), Manzano cayó junto a su mentor en el ostracismo y la marginalidad total; la profesión del cine, dentro del sistema cultural promovido por el partido en el Gobierno de España, terminó de cerrar sus puertas a los dos y estigmatizarlos. Hasta que un día Pedro Cid Abarca, sacerdote coadjutor y vicario en la parroquia de Nuestra Señora de Fátima en el barrio de La Alhóndiga de Getafe, confió en José Manzano como persona y lo acompañó durante su desintoxicación. En el segundo semestre de 1989, José Luis Manzano progresó notablemente junto a Cid Abarca y se deshabituó del consumo de heroína. Por esa época se produjo su reencuentro con Eloy de la Iglesia.
En 1990, Manzano inició unos estudios de producción audiovisual, aunque no abandonó la esperanza de una llamada y restauración en el cine. Pero el cine en España estaba en plena crisis y Manzano era considerado por la profesión como un actor exclusivo de Eloy de la Iglesia y un drogadicto, aunque ninguno de los dos consumiera opioides desde años atrás. Aun así, José Manzano logró, por intermediación de Ramón Colom, un puesto de becario en la productora de reciente cuño entonces para contenidos de Televisión Española conocida como Spinto TV.
En julio de 1991, el joven fue acusado de coautor de atraco con arma a un transeúnte en el centro de Madrid. Un juez de guardia, que se estrenaba esa mañana, envió a José Luis Manzano a la Cárcel de Carabanchel como preso preventivo a la espera de juicio, a pesar de no poseer antecedentes penales. José Luis convivió con toxicómanos y enfermos de sida. En la cárcel fue muy respetado y, como en ese contexto, recayó en el consumo de drogas. 
Desesperado y angustiado aceptó conceder una entrevista a un reportero para llamar la atención del ambiente artístico. La entrevista se realizó finalmente dentro del Centro de Inserción Social Victoria Kent, donde Manzano cumplía condena en segundo grado, en régimen de semilibertad. En enero de 1992, se publicó un primer reportaje en la revista Interviú. José Luis afirmó que de lo que más se arrepentía era de haber consumido drogas, desperdiciando de este modo las muchas oportunidades que le habían ofrecido. También declaró su inocencia en el robo con intimidación al transeúnte por el que cumplía condena, hecho sin embargo, probado en sede judicial y que le había supuesto una condena en firme de privación de libertad. En realidad, Manzano solo acompañaba a un toxicómano, con la mayoría de edad recién cumplida, que le ofreció llevarle a un lugar de distribución de droga y que fue el verdadero autor del delito, a un funcionario de Justicia, casualmente. En cualquier caso, según el código penal vigente entonces, el exactor había sido condenado como coautor por su mera presencia en el lugar de los hechos. Manzano pedía una nueva oportunidad en la mentada entrevista y afirmaba que el sacerdote Pedro Cid y su madre eran las únicas personas que habían continuado a su lado. Finalmente, apelaba al cariño de las personas, que consideraba necesario para su recuperación como actor y como persona.
El 31 de enero de 1992, Manzano recibió el tercer grado e ingresó de manera voluntaria en el Sanatorio del Doctor Esquerdo, para hacer un tratamiento de desintoxicación. Seguidamente accedió a un programa de reinserción para exconvictos, promovido por la Asociación Punto Omega, en Móstoles. A los pocos días, Manzano abandonó el centro por decisión propia. Dos días, el 20 de febrero de 1992, su cuerpo aparició sin vida en un apartamento del número 5 de la calle Rafael de Riego, próximo a la Estación de Atocha, que ocupaba en ese periodo Eloy de la Iglesia. Al personarse los funcionarios municipales, De la Iglesia huyó y estuvo en busca y captura hasta el 21 de febrero por orden del juez que instruía la causa. La autopsia reveló que la causa de muerte de José Luis Manzano fue de naturaleza violenta, habiéndose encontrado los principios de la heroína y de otros tóxicos en su sangre, orina y órganos vitales. De igual manera, el cuerpo se halló fuertemente golpeado y señalado por varias heridas punzantes. Sin embargo, los dos registros con la finalidad de encontrar alguna papelina o resto de drogas llevados a cabo por la policía judicial en el lugar de los hechos fueron infructuosos. 
José Luis Manzano recibió sepultura, el 22 de febrero de 1992, en el Cementerio Sur de Madrid. Los gastos funerarios fueron cubiertos por un seguro familiar. En 2002, sus restos fueron incinerados y arrojados a un cenicero común por impago de la renovación de la sepultura.

## Filmografía
| Año  | Película                   | Personaje                           | Director           | Género          | Duración             |
| ---- | -------------------------- | ----------------------------------- | ------------------ | --------------- | -------------------- |
| 1980 | Navajeros                  | José Manuel Gómez Perales (El Jaro) | Eloy de la Iglesia | Drama/Crimen    | 1h 35m               |
| 1981 | Barcelona Sur              | Chema                               | Jordi Cadena       | Drama           | 1h 41m               |
| 1982 | Colegas                    | José                                | Eloy de la Iglesia | Drama           | 1h 57m               |
| 1983 | El pico                    | Paco Torrecuadrada                  | Eloy de la Iglesia | Drama           | 1h 45m               |
| 1984 | El pico 2                  | Paco Torrecuadrada                  | Eloy de la Iglesia | Drama           | 2h 02m               |
| 1985 | Los pazos de Ulloa (serie) | Ángel Egido                         | Gonzalo Suárez     | Drama/Histórico | 3h 54m (4 episodios) |
| 1987 | La estanquera de Vallecas  | Tocho                               | Eloy de la Iglesia | Drama/Suspense  | 1h 46m               |